# Дядько Сем (діамант)
Дядько Сем — назва найбільшого діаманта, що коли-небудь був знайдений в США. Вага сирого діаманту становила 40.23 каратів (8.046 г), після обробки — 12.42 карат (2.484 г).